# Strumigenys bitheria
Strumigenys arnoldi (лат.) — вид мелких земляных муравьёв из подсемейства Myrmicinae. Африка: Камерун.
Мелкие муравьи (около 2 мм) с сердцевидной головой, расширенной кзади. Проподеум угловатый с парой зубцов. Обладают длинными жвалами (длина головы HL 0,47 мм, ширина головы HW 0,37 мм, мандибулярный индекс MI 50-54). Глаза мелкие, с 3-4 омматидиями. Головной дорзум с 6 отстоящими волосками.
Близок к виду Strumigenys nimbrata, отличаясь более грубой скульптурой, более длинным преапикальным зубцом жвал. Основная окраска коричневая. Мандибулы длинные, узкие (с несколькими зубцами). Стебелёк между грудкой и брюшком состоит из двух члеников: петиолюса и постпетиолюса (последний четко отделен от брюшка), жало развито, куколки голые (без кокона). Специализированные охотники на коллембол. Вид был впервые описан в 1983 году английским мирмекологом Барри Болтоном.